# Подцърквина
Подцърквина (на сръбски: Подцрквина) е село в Босна и Херцеговина, разположено в община Власеница, в ентитета на Република Сръбска. Населението му според преброяването през 2013 г. е 134 души, от тях: 133 (99,25 %) сърби и 1 (0,74 %) неизвестен.

## Население
Численост на населението според преброяванията през годините:
- 1961 – 330 души
- 1971 – 301 души
- 1981 – 289 души
- 1991 – 257 души
- 2013 – 134 души